# Wereldbeker skeleton 2019/2020
De wereldbeker skeleton 2019/2020 (officieel: BMW IBSF World Cup Bob & Skeleton 2019/2020) liep van 7 december 2019 tot en met 16 februari 2020. De competitie werd georganiseerd door de Internationale Bobslee- en Skeletonfederatie (IBSF/FIBT), gelijktijdig met de wereldbeker bobsleeën.
De competitie omvatte dit seizoen acht wedstrijden in de twee traditionele onderdelen in het skeleton, mannen en vrouwen individueel. De achtste wereldbekerwedstrijd in Segulda gold voor de Europese deelnemers tevens als het Europees kampioenschap.
Bij de mannen werd het eindpodium door drie voormalige winnaars bezet. De Let en recordhouder Martins Dukurs -opeenvolgend winnaar van 2009/10-2016/17- behaalde met zijn tiende podiumplaats zijn negende zege. Zowel de Rus Aleksandr Tretjakov -winnaar in 2008/09 en 2018/19- op plaats twee als de Zuid-Koreaan Yun Sung-bin -winnaar in 2017/18- op plaats drie namen er voor de vijfde keer op plaats.
Ook bij de vrouwen werd het eindpodium door drie voormalige winnaars bezet. De Duitse Jacqueline Lölling -winnaar in 2017/18- behaalde met haar vierde podiumplaats haar tweede zege. Zowel de Oostenrijkse Janine Flock -winnaar in 2014/15- op plaats twee als de Russische Jelena Nikitina -winnaar in 2018/19- op plaats drie namen er voor de tweede keer op plaats.

## Wereldbeker punten
De eerste 30 in het dagklassement kregen punten voor het wereldbekerklassement toegekend. De top 20 na de eerste run gingen verder naar de tweede run, de overige deelnemers kregen hun punten toegekend op basis van hun klassering na de eerste run. De onderstaande tabel geeft de punten per plaats weer.
| Klassering = punten                          | Klassering = punten                           | Klassering = punten                               | Klassering = punten                          | Klassering = punten                          | Klassering = punten                          |
| -------------------------------------------- | --------------------------------------------- | ------------------------------------------------- | -------------------------------------------- | -------------------------------------------- | -------------------------------------------- |
| 1e = 225 2e = 210 3e = 200 4e = 192 5e = 184 | 6e = 176 7e = 168 8e = 160 9e = 152 10e = 144 | 11e = 136 12e = 128 13e = 120 14e = 112 15e = 104 | 16e = 96 17e = 88 18e = 80 19e = 74 20e = 68 | 21e = 62 22e = 56 23e = 50 24e = 45 25e = 40 | 26e = 36 27e = 32 28e = 28 29e = 24 30e = 20 |

## Mannen

### Uitslagen
| Datum      | Plaats       | Eerste              | Tweede            | Derde                      |
| ---------- | ------------ | ------------------- | ----------------- | -------------------------- |
| 08/12/2019 | Lake Placid  | Axel Jungk          | Martins Dukurs    | Aleksandr Tretjakov        |
| 13/12/2019 | Lake Placid  | Aleksandr Tretjakov | Martins Dukurs    | Felix Keisinger            |
| 05/01/2020 | Winterberg   | Yun Sung-bin        | Alexander Gassner | Axel Jungk                 |
| 10/01/2020 | La Plagne    | Aleksandr Tretjakov | Martins Dukurs    | Yun Sung-bin Geng Wenqiang |
| 17/01/2020 | Innsbruck    | Martins Dukurs      | Yun Sung-bin      | Aleksandr Tretjakov        |
| 24/01/2020 | Königssee    | Aleksandr Tretjakov | Yun Sung-bin      | Felix Keisinger            |
| 31/01/2020 | Sankt Moritz | Martins Dukurs      | Felix Keisinger   | Axel Jungk                 |
| 15/02/2020 | Sigulda *    | Martins Dukurs      | Tomass Dukurs     | Yun Sung-bin               |

* De wereldbeker in Sigulda was tevens het Europees kampioenschap. Er namen tien deelnemers uit Canada (8e en 20e), China (9e en 17e), de Verenigde Staten (19e, 25e en 27e) en Zuid-Korea (3e, 11e en 21e) aan de WB#8 deel, deze werden uit de daguitslag geschrapt. De top-3 van dit kampioenschap werd gevormd door het trio Martins Dukurs, Tomass Dukurs en Felix Keisinger.

### Eindstand
| #  | Atleet                 | Land | Punten |
| -- | ---------------------- | ---- | ------ |
| 1  | Martins Dukurs         | LAT  | 1.665  |
| 2  | Aleksandr Tretjakov    | RUS  | 1.603  |
| 3  | Yun Sung-bin           | KOR  | 1.581  |
| 4  | Felix Keisinger        | GER  | 1.506  |
| 5  | Alexander Gassner      | GER  | 1.362  |
| 6  | Tomass Dukurs          | LAT  | 1.314  |
| 7  | Axel Jungk             | GER  | 1.305  |
| 8  | Marcus Wyatt           | GBR  | 1.184  |
| 9  | Kim Ji-soo             | KOR  | 1.164  |
| 10 | Nikita Tregoebov       | RUS  | 1.106  |
| 11 | Geng Wenqiang          | CHN  | 1.024  |
| 12 | Jung Seung-gi          | KOR  | 904    |
| 13 | Vladyslav Heraskevytsj | UKR  | 896    |
| 14 | Jevgeni Roekosoejev    | RUS  | 880    |
| 15 | Yan Wengang            | CHN  | 852    |

| #  | Atleet                    | Land | Punten |
| -- | ------------------------- | ---- | ------ |
| 16 | Austin Florian            | USA  | 646    |
| 17 | Samuel Maier              | AUT  | 646    |
| 18 | Florian Auer              | AUT  | 592    |
| 19 | Kevin Boyer               | CAN  | 587    |
| 20 | Craig Thompson            | GBR  | 449    |
| 21 | Amedeo Bagnis             | ITA  | 434    |
| 22 | Andrew Blaser             | USA  | 418    |
| 23 | Alex Ivanov               | USA  | 380    |
| 24 | Kyle Murray               | CAN  | 368    |
| 25 | Ronald Auderset           | SUI  | 311    |
| 26 | Jerry Rice                | GBR  | 300    |
| 27 | Alexander Henning Hanssen | NOR  | 296    |
| 28 | Mihail Sebastian Enache   | ROU  | 214    |
| 29 | Dominic Parsons           | GBR  | 208    |
| 30 | Manuel Schwaerzer         | ITA  | 187    |

| #  | Atleet                 | Land | Punten |
| -- | ---------------------- | ---- | ------ |
| 31 | Nicholas Timmings      | AUS  | 170    |
| 32 | Yin Zheng              | CHN  | 152    |
| 33 | Mihai Daniel Pacioianu | ROU  | 134    |
| 34 | Matt Weston            | GBR  | 120    |
| 35 | Mattia Gaspari         | ITA  | 96     |
| 36 | Asaierhazi Hayisaer    | CHN  | 88     |
| 37 | Brendan Doyle          | IRL  | 88     |
| 38 | Ander Mirambell        | ESP  | 85     |
| 39 | Joel Seligstein        | ISR  | 84     |
| 40 | Laurence Bostock       | GBR  | 50     |
| 41 | Jared Firestone        | ISR  | 44     |
| 42 | Jeff Bauer             | LUX  | 24     |
| 43 | Artjom Drozdov         | RUS  | 20     |

## Vrouwen

### Uitslagen
| Datum      | Plaats       | Eerste             | Tweede             | Derde              |
| ---------- | ------------ | ------------------ | ------------------ | ------------------ |
| 07/12/2019 | Lake Placid  | Jacqueline Lölling | Janine Flock       | Tina Hermann       |
| 13/12/2019 | Lake Placid  | Jelena Nikitina    | Jacqueline Lölling | Janine Flock       |
| 05/01/2020 | Winterberg   | Tina Hermann       | Mirela Rahneva     | Janine Flock       |
| 10/01/2020 | La Plagne    | Jelena Nikitina    | Janine Flock       | Jacqueline Lölling |
| 17/01/2020 | Innsbruck    | Jacqueline Lölling | Janine Flock       | Megan Henry        |
| 24/01/2020 | Königssee    | Tina Hermann       | Jacqueline Lölling | Jelena Nikitina    |
| 31/01/2020 | Sankt Moritz | Tina Hermann       | Jacqueline Lölling | Janine Flock       |
| 16/02/2020 | Sigulda *    | Jelena Nikitina    | Marina Gilardoni   | Janine Flock       |

* De wereldbeker in Sigulda was tevens het Europees kampioenschap. Er namen acht deelnemers uit Canada (16e, 21e en 25e), China (20e), Puerto Rico (23e) en de Verenigde Staten (17e, 18e en 19e) aan de WB#8 deel, deze werden uit de daguitslag geschrapt. De Europese top-3 van de daguitslag vormden tevens de top-3 van dit kampioenschap. Kim Meylemans werd beide keren vijfde en Kimberley Bos beide keren negende.
Belgische en Nederlandse deelname
| Deelnemer     | #1  | #2  | #3  | #4 | #5  | #6  | #7 | #8 |
| ------------- | --- | --- | --- | -- | --- | --- | -- | -- |
| Kim Meylemans | 8e  | 8e  | 10e | 9e | 12e | 10e | 9e | 5e |
| Kimberley Bos | 17e | DNS |     |    | 24e | 19e |    | 9e |

### Eindstand
| #  | Atleet                     | Land | Punten |
| -- | -------------------------- | ---- | ------ |
| 1  | Jacqueline Lölling         | GER  | 1.632  |
| 2  | Janine Flock               | AUT  | 1.614  |
| 3  | Jelena Nikitina            | RUS  | 1.595  |
| 4  | Tina Hermann               | GER  | 1.523  |
| 5  | Mirela Rahneva             | CAN  | 1.376  |
| 6  | Marina Gilardoni           | SUI  | 1.330  |
| 7  | Kim Meylemans              | BEL  | 1.224  |
| 8  | Megan Henry                | USA  | 1.136  |
| 9  | Anna Fernstädtová (junior) | CZE  | 1.084  |
| 10 | Sophia Griebel             | GER  | 1.048  |
| 11 | Kendall Wesenberg          | USA  | 994    |

| #  | Atleet              | Land | Punten |
| -- | ------------------- | ---- | ------ |
| 12 | Jane Channell       | CAN  | 932    |
| 13 | Laura Deas          | GBR  | 872    |
| 14 | Savannah Graybill   | USA  | 826    |
| 15 | Joelia Kanakina     | RUS  | 814    |
| 16 | Madelaine Smith     | GBR  | 706    |
| 17 | Jaclyn Narracott    | AUS  | 704    |
| 18 | Kimberley Murray    | GBR  | 626    |
| 19 | Valentina Margaglio | ITA  | 584    |
| 20 | Madison Charney     | CAN  | 548    |
| 21 | Renata Choezina     | RUS  | 538    |
| 22 | Lin Huiyang         | CHN  | 427    |

| #  | Atleet                | Land | Punten |
| -- | --------------------- | ---- | ------ |
| 23 | Leslie Stratton       | SWE  | 401    |
| 24 | Kimberley Bos         | NED  | 359    |
| 25 | Kellie Delka          | PUR  | 309    |
| 26 | Alina Tararytsjenkova | RUS  | 236    |
| 27 | Agathe Bessard        | FRA  | 232    |
| 28 | Susanne Kreher        | GER  | 176    |
| 29 | Ashleigh Fay Pittaway | GBR  | 112    |
| 30 | Huang Min             | CHN  | 68     |
| 31 | Brogan Crowley        | GBR  | 56     |
| 32 | Alessia Crippa        | ITA  | 56     |

1986/1987 · 
1987/1988 · 
1988/1989 · 
1989/1990 · 
1990/1991 · 
1991/1992 · 
1992/1993 · 
1993/1994 · 
1994/1995 · 
1995/1996 · 
1996/1997 · 
1997/1998 · 
1998/1999 · 
1999/2000 · 
2000/2001 · 
2001/2002 · 
2002/2003 · 
2003/2004 · 
2004/2005 · 
2005/2006 · 
2006/2007 · 
2007/2008 · 
2008/2009 ·
2009/2010 ·
2010/2011 ·
2011/2012 ·
2012/2013 ·
2013/2014 ·
2014/2015 ·
2015/2016 ·
2016/2017 ·
2017/2018 ·
2018/2019 ·
2019/2020 ·
2020/2021 ·
2021/2022 ·
2022/2023 ·
2023/2024 ·
2024/2025
Alpineskiën ·
Biatlon ·
Bobsleeën ·
Freestyleskiën ·
Langlaufen ·
Noordse combinatie ·
Rodelen ·
Schaatsen (junioren) ·
Schansspringen ·
Shorttrack ·
Skeleton ·
Snowboarden